# 사와시로 미유키
사와시로 미유키(일본어: 沢城 みゆき, 1985년 6월 2일~ )는 일본의 여자 성우다. 현재는 아오니 프로덕션 소속. 나가노현 출생, 도쿄도에서 자랐다.

## 개요
1999년 5월 2일에 실시됐던 디지캐럿 성우 오디션에서 당시 13세(중학교 2학년)으로 심사위원 특별상을 수상. 동 작품에서 푸치캐럿(푸치코) 역으로 데뷔. 하지만 성우양성소를 거치지 않고 오디션에 붙어서 데뷔해버린 탓에 배우로서 자신의 방향성을 고민했던 적이 있다고 한다. 그 탓에 디지 캐럿에서 공연했던 히카미 쿄코와의 인연으로 더빙 부문이 강한 마우스 프로모션소속이 되어서 연기 공부를 처음부터 다시 하게 된다. 그 보람이 있었던 것인지 어떤 역이라도 해내는 폭넓은 연기력을 갖추게 되어, 다른 또래 성우들과는 현격한 차이를 보이는 실력을 지닌 젊은 성우로 평가받게 된다.
차분한 아가씨(코코로 도서관의 이이나, 라쿠고 천녀 오유이의 야나카 타에 등)부터 소년 역(피타텐의 히구치 코타로, 부탁해, 마이 멜로디 시리즈의 코구레 카케루, 꼬마여신 카린의 쿠죠 카즈네 등), 츤데레 고고계(갤럭시 엔젤의 민트 브라만슈, 로젠 메이든의 신쿠 등), 이면성을 지닌 여성 캐릭터(동화총사 아카즈킨의 장미공주 등), 악역(BLACK BLOOD BROTHERS의 카산드라 질 워록 등), 심지어 동물(행복한 세상의 족제비 씨의 코죠삐 등)에서 성인 남성(네기마!?의 나기 스프링필드)까지 해내는 폭넓은 연기력은 정평이 나있다.
코게돈보(피타텐, 꼬마여신 카린, 디지캐럿, 파뇨파뇨 디지캐럿, 디지캐럿뇨, 윈터 가든)와 PEACH-PIT(DearS, 로젠 메이든, 로젠 메이든 트로이멘트, 로젠 메이든 오베르튀레, 수호 캐릭터)이 원작 혹은 캐릭터 원안을 담당한 작품에는 거의 주역 혹은 레귤러로 출연하고 있다.
2014년 6월 2일 일반남성과 혼인한 것을 6월 8일 마우스 프로모션 공식블로그에 발표
.

## 인물
- 부친이 나카지마 미유키의 팬이어서 幸이라고 쓰고 미유키라고 읽히게 이름을 지었다. 하지만 모친이 그러면 ‘사치(さち)’로 오해받는다라고 말해서 히라가나 이름이 됐다.

- 가족구성은 양친과 남동생 한 명.

- 나이에 비해 침착한 언동이나 행동을 보일 때가 많아서 공적인 자리에서도 나이 많게 보이도록 패션이나 메이크업을 주로 한다. 대학입학을 계기로 피어스를 시작. 띠동갑에 가까울 정도로 연상인 카네다 토모코가 사와시로 ‘씨’한테 자주 ‘야단을 맞네요라고 발언했었다(일단 사와시로 쪽이 성우로서는 선배기도 하고 카네다의 나이에 안 맞는 외모 탓일 거라는 추측도 있다)

- 칭송받는 자 라디오 제4회에 게스트로 출연했을 때 물고기는 가끔 먹지만 고기는 먹지 않는다고 밝혔다

- RED GARDEN 제2기 엔딩 초반에 영어 대사를 하는 사람은 사와시로 본인이다.

- 사실 레전드 - 부활한 용왕의 전설 ~(에이고 A타(英語A太) 역으로 출연)에서는 영어로 대사를 말하고 있다.

- 좋아하는 음악은 과거에는 서양음악 전반이라고 했었다. 하지만 최근에는 다시 클래식 음악 전반을 좋아하게 됐다고 한다.

## 일화
- 자신이 메인 퍼스널리티를 맡았던 푸치코의 알려주세요! 홋케미린(인터넷 라디오)에서 자신보다 나이 많은 퍼스널리티와 게스트들이 자기는 따돌리고 자기들끼리 수다를 떠니까 집에 갈래!라고 외쳐버린 적도 있었다.

- 극상생도회 성우진끼리 이루어진 극상생도회 퀴즈왕 결정전에 참가 했을 때 나왔던 문제 중에서 답이 하와이었던 문제가 있었다.

그 때 나왔던 힌트가 미국의 주라는 것이었는데, 답이 하와이라는 것을 알고 나서 같이 참가했던 코야마 키미코에게 "하와이가 미국이었어?"라고 물어보며 놀랐던 일이 있다.
- 레전드에서 공연했던 성우 첫 도전이었던 야마구치 히로유키에게 성우연기를 가르쳐줬다.

- 라쿠고 천녀 오유이에서 야나카 타에를 연기한 2006년 이후부터 안경소녀 역을 연이어 맡게 됐다.

- 인터넷 라디오 료코와 우이의 공주님방송국에 게스트로 출연했을 당시, 1분간 키워드를 키워드를 설명하는 코너에서 카마쿠라 막부를 설명하게 됐었다. 게다가 당황한 나머지 카마쿠라와 나라를 혼동해서 설명, 그게 굉장히 불만이었는지 나중에 카마쿠라 막부에 대한 지식을 필사적으로 설명했었다.

- 성우를 목표로 삼게 된 애니메이션(만화)는 바람의 검심 - 메이지 검객 낭만담과 학원 미소녀 애니메이션과 아이돌 미소녀 애니메이션과 용자 시리즈와 엘드란 시리즈 및 사이버 포뮬러 시리즈 건담 시리즈 등등의 선라이즈 계 애니메이션이 중심을 이룬다.

## 교우 관계
- 사이토 치와의 데뷔작이었던 코코로 도서관 이후, 사이토와는 극상생도회, 파니포니 대쉬!, 네기마!?, DearS, 개구리 중사 케로로(공연(共演)한 적은 많지 않지만) 등, 공연이 많았고, 사이토보다 나이는 적지만 성우로써는 선배라는 설명하기 힘든 상호적인 존재가 되어있다.

- 또래인 나즈카 카오리, 산페이 유우코와는 사적으로도 교류가 있을 정도로 친해서 푸치코의 가르쳐줘! 홋케미린에서는 몇 번이고 게스트로 초대됐었다.

- 갤럭시 엔젤, 로젠 메이든 트로이멘트, 라쿠고 천녀 오유이 등에서 공연했던 고토 사오리나 구기미야 리에와도 교류가 많다.

- 라쿠고 천녀 오유이, 톱을 노려라 2!, 네기마!?에서 공연했던 코바야시 유우와도 사이가 좋아졌다.

- 로젠 메이든 시리즈에서 사와시로가 연기했던 신쿠의 숙적인 스이긴토를 연기했던 다나카 리에와도 교류가 깊어졌다고 하고, 다나카 본인 왈 같은 작품의 애프터 레코딩 현장에서 주인공을 연기하는 사와시로를 리더(座長)로 보고 있다고 한다.

- 츠지 아유미, 기무라 하루카의 블로그에서는 셋이서 식사에 가거나 추천상품을 서로 소개하는 등 사이좋은 일면을 보여주고 있다.

- 칭송받는 자 라디오 제4회 게스트로 출연했을 때 ‘도리와 그라에게 도전하자’ 코너에서 실패했었지만 스탭에게 애교를 부려서 특별히 0.5 포인트를 받았다. 이 일을 보고 유즈키 료카는 그 자리에선 애교 잘하긴 하는데 좀 치사하다고 했고, 나중에 6회에서는 반칙기술입니다, 그 여자는 치사해요, 젊다니 좋네요라고 사와시로를 매도했다. 하지만 사이가 나빠서 이런 게 아니라 오히려 사이가 좋으니까 이런 장난도 할 수 있는 것이란 건 말할 필요도 없을 것이다.

## 출연작

### TV 애니메이션
1999년
- 디지캐럿(푸치캐럿(푸치코))

2000년
- 다!다!다! (오카다 아이)
- 디지캐럿 여름 스페셜(푸치캐럿(푸치코))
- 몬콜레 나이트 (후)

2001년
- 갤럭시 엔젤 (민트 블라만슈, 푸치코(카메오))
- 디지캐럿 봄 스페셜(푸치캐럿(푸치코))
- 디지캐럿 여름방학 스페셜 (푸치캐럿(푸치코))
- 코코로 도서관 (이이나, 신도 코코로)
- 행복장의 오코죠상(코죠삐)

2002년
- 갤럭시 엔젤 A (민트 블라만슈)
- 갤럭시 엔젤 Z (민트 블라만슈)
- 파뇨파뇨 디지캐럿(푸치캐럿(푸치코))
- 프린세스 츄츄 (램프의 요정)
- 피타텐 (히구치 고타로)

2003년
- 디지캐럿뇨 (푸치캐럿(푸치코), 민트 블라만슈[카메오])
- 오네가이☆트윈스 (야시로 유우카)
- 오쟈루마루 (타마에)
- 은하철도 이야기 (리플, 베르가, 미녀, 밀서)
- 피스메이커 쿠로가네
- WOLF'S RAIN (연금술사)

2004년
- 개구리 중사 케로로 (키노시타 레이, 논토루마의 소녀)
- 갤럭시 엔젤 X (민트 블라만슈)
- 로젠 메이든 (신쿠)
- 레전즈 부활하는 용왕전설 (총무, 에이고 에이타)
- 카레이도 스타 새로운 날개 (소피 오즈왈드)
- DearS (키이)

2005년
- 극상학생회 (이치카와 마유라)
- 기동 신센구미 불타라 검 (란란)
- 두 사람은 프리큐어 Max Heart (아리사)
- 로젠 메이든 트로이멘트 (신쿠)
- 바질리스크 ~코우가인법첩~ (호타루비, 어릴 적의 환영)
- 부탁해 마이 멜로디 (코구라 카케루, 하리네즈미 군)
- 뷰티풀 죠 (에이미)
- 파니포니 대쉬 (세리자와 아카네)
- 풀 메탈 패닉! The Second Raid (샤 유이란)
- D.C 다카포 Second Season (쿠도 카나에)

2006년
- 갤럭시 엔젤룬(민트 블라만슈)
- 고스트 핸드 (쿠로다)
- 공주님 조심 (나바나 소바나)
- 동화총사 아카즈킨 (장미공주)
- 라쿠고 천녀 오유이 (야나카 타에)
- 로젠 메이든 오베르튀레 (신쿠)
- 네기마?! (네카네 스프링필드, 나기 스프링필드, 시치미)
- 마이 오토메 (사라 갤러거)
- 부탁해 마이 멜로디 ~빙글빙글 셔플!~ (코구라 카케루, 하리네즈미 군, 히이라기 쥰의 어린 시절)
- 윈터 가든 (푸치캐럿(푸치코))
- 유리의 함대 (고다)
- 은하철도 이야기 ~영원의 분기점~ (백작부인)
- 지옥소녀 (사쿠라기 카나코)
- 진실에서 거짓으로 쾌걸 조로리 (데이지 공주)
- 충사 (요키)
- 칭송받는 자 (아루루)
- 카기히메 이야기 영원 앨리스 윤무곡 (롤리나 리리나)
- BLACK BLOOD BROTHERS (카산드라 질 워록)
- RED GARDEN (클레어 포레스트)
- SoltyRei (미이)

2007년
- 꼬마여신 카린 (쿠죠 카즈네)
- 노다메 칸타빌레 (치아키 신이치(어린 시절), 여학생 B)
- 니노미야군에게 애도를 (호죠 레이카)
- 동물대탐험 - 구리구리댕댕 (동물들(장은숙))
- 드래고너츠 레조너스 (소우야 아키라, 로라, 타치바나 카즈키(어린 시절))
- 레 미제라블 소녀 코제트 (베아트리스)
- 멋진 탐정 라비린스 (휴우가 미유키)
- 부탁해 마이 멜로디 산뜻하게! (코구라 카케루, 바쿠 쥬이치로, 하리네즈미 군)
- 수호 캐릭터! (요루, X알, X캐릭터, 니카이도 유우(어린 시절), 쇼타)
- 슈팅 바쿠간 (찬 리)
- 스카이 걸즈 (사쿠라노 유우키)
- 안녕 절망선생 (세키우츠·마리아·타로)
- 히다마리 스케치(집주인)
- BLUE DROP (센코우지 하기노)

2008년
- 강철의 라인배럴 (야마시타 사토루)
- 나츠메 우인장 (사사다 준)
- 달려라! 도라라 (해설)
- 도서관 전쟁 (시바사키 아사코)
- 벚꽃사중주 (이소네 코토하)
- 수호 캐릭터! 두근 (요루, 수수께끼 알, X캐릭터)
- 스트라이크 위치스 (페리느 끌로스떼르망)
- 속·안녕 절망선생 (세키우츠·마리아·타로, 코토논)
- 칸나기 (아오바 츠구미, 미쿠리야 진(어린 시절))
- 쿠레나이 (쿠레나이 신쿠로)
- 크리스털 블레이드 (키리에)
- 페르소나 -trinity soul- (칸자토 쥰)
- 히다마리 스케치 x365(집 주인, 마미)

2009년
- 속 나츠메 우인장 (사사다 준)
- 너에게 닿기를 (야노 아야네)
- 레터 비 (라그 시잉)
- 마리아 홀릭 (사감 선생님)
- 바다이야기 ~당신이 있어 주었기에~ (코지마)
- 바케모노가타리 (칸바루 스루가)
- 부탁해 마이 멜로디 반짝반짝★ (하리네즈미 군, 코구라 카케루)
- 싸우는 사서 The book of Bantorra (밀레폭 파인델)
- 참·안녕 절망선생 (세키우츠·마리아·타로, 코토논)
- 우주를 달리는 소녀 (바바 츠츠지)
- 쥬얼 펫 (아리스가와 아오이 / 라브라 / 카이트)
- 티어즈 투 티아라 (리디아)
- 페어리 테일 (바르고, 울, 울티아)
- 하늘 가는 대로 (오우미 아유미)
- CANAAN (카난)
- GA 예술과 아트디자인 클래스 (토모카네, 토모카네의 오빠)
- Phantom 〜Requiem for the Phantom〜 (캘 디벤스)

2010년
- 듀라라라!! (세르티 스툴루손)
- 레테 비 리버스 (라그 시잉)
- 리루프릿 (비비)
- 스트라이크 위치스2 (페리느 끌로스떼르망)
- 아라카와 언더 더 브릿지 (마리아)
- 엔젤 비츠! (이와사와)
- 전설의 용자의 전설 (카르네 카이웰)
- 쥬얼 펫 트윙클 (라브라 / 카이트)
- 페어리 테일(울)
- 포켓몬스터 DP (마이)
- 학원묵시록 HIGHSCHOOL OF THE DEAD (부스지마 사에코)
- 히다마리 스케치 x☆☆☆(집 주인, 마미)

2011년
- 경계선상의 호라이즌 (혼다 마사즈미)
- 나츠메 우인장 참 (사사다 준)
- 너에게 닿기를 2기 (야노 아야네)
- 노래의☆왕자님♪ 진짜 LOVE 1000% (나나미 하루카)
- 단탈리안의 서가 (다리안 (ダリアン))
- 데드맨 원더랜드 (사키가미 토토)
- 라스트 엑자일 -은빛 날개의 팜- (릴리아나)
- 루팡 3세 피의 각인 ~영원의 Mermaid~ (미네 후지코)
- 마리아 홀릭 ~ALIVE~ (기숙사감)
- 마요치키! (사메지마 코사메)
- 벨제바브 (벨 도령 (카이저 엠페라나 벨제바브 4세))
- 소프테니 (아마치 레오 (天地 玲緒))
- 은혼 (블루 레이코)
- 쥬얼 펫 선샤인 (라브라 / 카이트 / 아이자와 쇼코)
- 헌터X헌터 리메이크 (크라피카)
- 히다마리 스케치×SP (집 주인)
- GOSICK -고식- (골테리어 갸로)
- A채널 (카마테 타키)

2012년
- 니세모노 가타리 (칸바루 스루가)
- 경계선상의 호라이즌 2기 (혼다 마사즈미)
- 나츠메 우인장 사 (사사다 쥰)
- 메다카 박스 (나제 요카)
- 모야시몬 리턴즈 (마리)
- 무장신희 배틀론도 (기사형 MMS 사이포스)
- 옆자리 괴물군 (요시다 유우잔(幼))
- 인류는 쇠퇴했습니다 (Y)
- 전희절창 심포기어 (사쿠라이 료코)
- 절원의 템페스트 (쿠사리베 하카제)
- 쥬얼 펫 반짝☆데코! (라브라, 오팔, 카이트)
- 포켓몬스터 베스트위시 시즌 2 (마야)
- 하트 커넥트 (이나바 히메코)
- 히다마리 스케치×허니컴 (집주인, 마미)
- AKB0048 (마에다 아츠코)
- BLACK★ROCK SHOOTER (타카나시 요미)
- BTOOOM! (키라 코우스케)
- K (아와시마 세리)
- PSYCHO-PASS (카라노모리 시온)

2013년
- 노래의☆왕자님♪ 진짜 LOVE 2000% (나나미 하루카)
- 데빌 서바이버 2 the ANIMATION (사코 마코토)
- 로젠 메이든 신 시리즈 (신쿠)
- 마오유우 마왕용사 (여기사)
- 마이 리틀 포니: 우정은 마법 (트와일라잇 스파클)
- 모노가타리 시리즈 세컨드 시즌 (칸바루 스루가)
- 벚꽃사중주 (이소네 코토하)
- 은하기공대 마제스틱 프린스 (스즈카제 린)
- 전희절창 심포기어 G (사쿠라이 료코 / 피네)
- 쥬얼 펫 반짝☆데코! (꽃미남 C)
- 쥬얼 펫 해피니스 (라브라, 타이라 이즈미, 오팔, 카이트)
- 탄환논파 희망의 학교와 절망의 고교생 (후카와 토우코)
- 포켓몬스터 베스트위시 시즌 2 데코로라 어드벤처 Da! (드라고)
- 포토카노 (미스미 토모에)
- AKB0048 next stage (마에다 아츠코)

2014년
- 소드 아트 온라인 2기 (아사다 시노/시논)
- Witch Craft Works（메두사）
- 월간순정 노자키군 (세오 유즈키)
- 노라가미 (비샤몬텐)
- 노 게임 노 라이프 (하츠세 이즈나)
- 풍운유신 다이쇼군 (호코인)
- PSYCHO-PASS 2 (카라노모리 시온)
- 기생수(키미시마 카나)
- 괴도 조커(다이아몬드 퀸)

2015년
- Go! 프린세스 프리큐어 (트와일라잇/아카기 토와/큐어 스칼렛)
- 기생수(키미시마 카나)

2017년
- 원피스 (샬롯 푸딩)

### OVA
2002년
- 디지캐럿 OVA 삐요코에게 맡겨줘(푸치캐럿(푸치코))

2004년
- 메모리즈 오프 3.5~추억의 저편으로~(모모세 타마키)
- 톱을 노려라!2 (치코 사이엔스)

2005년
- 전투요정소녀 도와줘! 메이브쨩(FAN 2)

2006년
- 로젠 메이든 오베르튜레(신쿠)
- 윈터 가든(푸치코)

2010년
- GA 예술과 아트디자인 클래스 (토모카네)
- 블랙 록 슈터 (타카나시 요미)

2013년
- 콥스파티 -포학해진 영혼의 주문- (시시도 유이)

### 극장판
2001년
- 디지캐럿 크리스마스 스페셜(푸치캐럿(푸치코))

2006년
- 톱을 노려라! 합체 극장판 (치코 사이엔스)

2011년
- 극장판 도라에몽: 진구와 철인군단 날아라 천사들 (리루루)
- 극장판 이나즈마 일레븐 GO 궁극의 우정 그리폰 (슈우)

2012년
- 스트라이크 위치스 극장판 (페리느 끌로스떼르망)

2013년
- 공각기동대 ARISE(로지코마)
- 바요네타 : 블러디 페이트 (세레자)
- 캡틴 하록 (케이)

2017년
- 짱구는 못말려 극장판: 습격!! 외계인 덩덩이(시리리)
- 소드 아트 온라인 -오디널 스케일-(아사다 시노/시논)

2017년
- 기동전사 건담 디 오리진V: 격돌 루움 전투
- 이별의 아침에 약속의 꽃을 장식하자(라신)
- 프리크리 프로그레
- 속 오와리모노가타리
- 루팡 3세: 피보라의 이시카와 고에몬 (미네 후지코)

2019년
- 루팡 3세: 더 퍼스트 (미네 후지코)

2021년
- 프린세스 프린서플 크라운 핸들러 제2장 (7(세븐))

2022년
- 극장판 후르츠 바스켓: 프렐류드 (혼다 쿄코)

### 게임
2001년
- 디지캐럿 판타지(푸치캐럿(푸치코))

2003년
- D.C. 다카포 Plus Situation(쿠도 카나에)

2005년
- 프린세스 콘체르트(플로라)

2006년
- 페르소나3(치도리, 엘리자베스)
- 칭송받는 자 흩어져가는 자들에게의 자장가(아루루)
- 디지몬 세이버즈 어나더 미션(카구라 마유)
- 무장신희 BATTLE RONDO (기사형 MMS 사이포스)

2007년
- 프린세스 메이커 5(아셰트 제노워즈)
- 페르소나3 FES-(치도리, 엘리자베스)
- 오딘 스피어(벨벳)

2008년
- 티어즈 투 티아라 -화관의 대지-(리디아)
- 블레이 블루(칼 클로버)

2009년
- 스트리트파이터 IV PS3.XBOX360- (캐미)

2010년
- 팡야 (넬)
- 탄환논파 희망의 학교와 절망의 고교생(후카와 토우코)

2011년
- 캐서린 (캐서린/Catherine)
- 엘소드 (청)
- 테일즈 오브 엑실리아 (미라)
- 그라나도 에스파다 (나탈리)일본판
- 이나즈마 일레븐 GO 다크 (슈우)

2012년
- 나유타의 궤적 (노래무녀 에리스렛트)
- 러스티 하츠 (안젤라)

2014년
- 절대절망소녀 단간론파 Another Apisode (후카와 토우코)

2015년
- 죠죠의 기묘한 모험 Eyes of Heaven (쿠죠 죠린)

2016년
- 붕괴3rd

(라이덴 메이)

### 드라마CD
- 갤럭시 앤젤 (민트 브라만슈)
- 카레이도 스타 사운드 일루젼04 윈디 스테이지 (신디)
- 칭송받는자（아루루）
- 학원 앨리스（이마이 호타루）※하나토유메 부록CD
- 흑집사 초대 드라마CD판（시엘 팬텀하이브）

### 라디오
- 데지코의 방 - 사나다 아사미, 히카미 쿄코와 공동진행. (라디오 오사카, 1999년 - 2002년)
- D.U.P.のWelcome!PARTY☆NIGHT - 사나다 아사미, 히카미 쿄코와 공동진행. (인터넷 라디오, 2004년 10월 - 12월)
- 로젠 메이든 장미 향기의 가든 파티 - 사나다 아사미와 공동진행. (인터넷 라디오, 2005년 5월 13일 - 9월 30일)
- 관동도서기지 광보과 여자기숙사 - 이노우에 마리나와 공동진행. (인터넷 라디오, 2008년 4월 10일 - 7월 3일)
- 키리시마 레이 Navigates 사와시로 미유키의 Radio Drive!（문화방송: 2013년 10월 4일 - 2014년 3월 28일 ）[2]